# Jordskælvet i Chile 2010
Jordskælvet i Chile 2010 var et meget kraftigt jordskælv den 27. februar 2010, som ramte centrale dele af Chile og udløste en tsunami, som skyllede langs Sydamerikas kyster og mod de chilenske og franske øer i de nærmestliggende dele af Stillehavet.

## Beskrivelse
Jordskælvet målte 8,8 momentmagnituder (Mw) og fandt sted klokken 03.34 lokal tid, og varede i ca. tre minutter. Epicenteret lå 115 km nord-nordøst for Chiles næststørste by Concepción, lige udenfor kysten af regionen Maule, 8 km vest for Curanipe. Skælvet fandt sted ca. 35 km under jordoverfladen.
Ved havnebyen Talcahuano, nær epicenteret, kunne man måle bølger på 2,3 meter, og ved den større by Valparaiso 1,3 meter.
Man mærkede også skælvet i hovedstaden Santiago de Chile og også i nogle byer i Argentina. I Santiago brød nogle bygninger sammen, der var strømbrud i nogle bydele, og den internationale lufthavn måtte lukkes ned.
Der blev givet tsunamiadvarsler til 53 lande og territorier i og omkring Stillehavet. Chiles præsident, Michelle Bachelet, erklærede straks katastrofetilstand. Det er siden (pr. 16. marts) bekræftet, at der var mindst 800 døde, heraf 350 alene i fiskerbyen Constitución. Byen Parral i Linares, forfatteren Pablo Nerudas fødeby, var særligt hårdt ramt. Skælvet forårsagede skader for omkring 30 milliarder dollar (163 milliarder kroner).
Jordskælvet var det kraftigste i verden siden jordskælvet i Det Indiske Ocean 2004, og det stærkeste i Chile siden 1960 – et skælv med en styrke på 9,4 Mw (Valdiviajordskælvet) og som havde epicenter kun 20 km fra 2010-skælvets.

## Efterskælv
Et efterskælv på 6,2 blev registreret 20 minutter efter det første skælv. Lige efter fulgte to på 5,4 og 5,6. Da fire timer var gået, var der i alt registreret mindst 14 efterskælv af en styrke på over 5,5 Mw langs en 300 km lang nord-syd-strækning. Det kraftigste af dem målte 6,9.
Store jordskælv kan også udløse efterskælv, som ikke ligger direkte langs den aktuelle seismiske brudlinje. I dette tilfælde skete dette også; et mindre skælv kunne mærkes i området omkring São Paulo i Brasilien, langt væk fra Chile.

## Geologi
Skælvet blev udløst, ved at Nazcapladen (i Stillehavet) og den  Sydamerikanske plade (som når til den sydamerikanske vestkyst) forskød sig i forhold til hinanden langs subduktionszonen, hvor Nazcapladen trykkes ned under den Sydamerikanske Plade. Store jordskælv og flere tsunamier er mange gange blevet udløst på denne måde netop i Chile og nordover langs Andesbjergenes møde med havet; for eksempel blev byen Concepcíon efter en række af disse ødelæggende naturkatastrofer flyttet fra sin oprindelige beliggenhed. Jordskælvet i Peru i 2007 skyldtes akkurat det samme seismiske fænomen.